# Nurag Arrubiu
El Nurag Arrubiu ('Nurag roig' en sard) és un nurag situat al terme municipal d'Orroli, a la província de Sardenya del Sud. Deu el seu nom tal vegada al característic color rogenc que li dona el ferro del basalt amb què estan formats els blocs, o potser al color vermellós dels líquens que li creixen a les parets. Sembla ser el nurag més gran i complex de Sardenya, i un dels principals monuments protohistòrics d'Europa occidental.

## El nurag

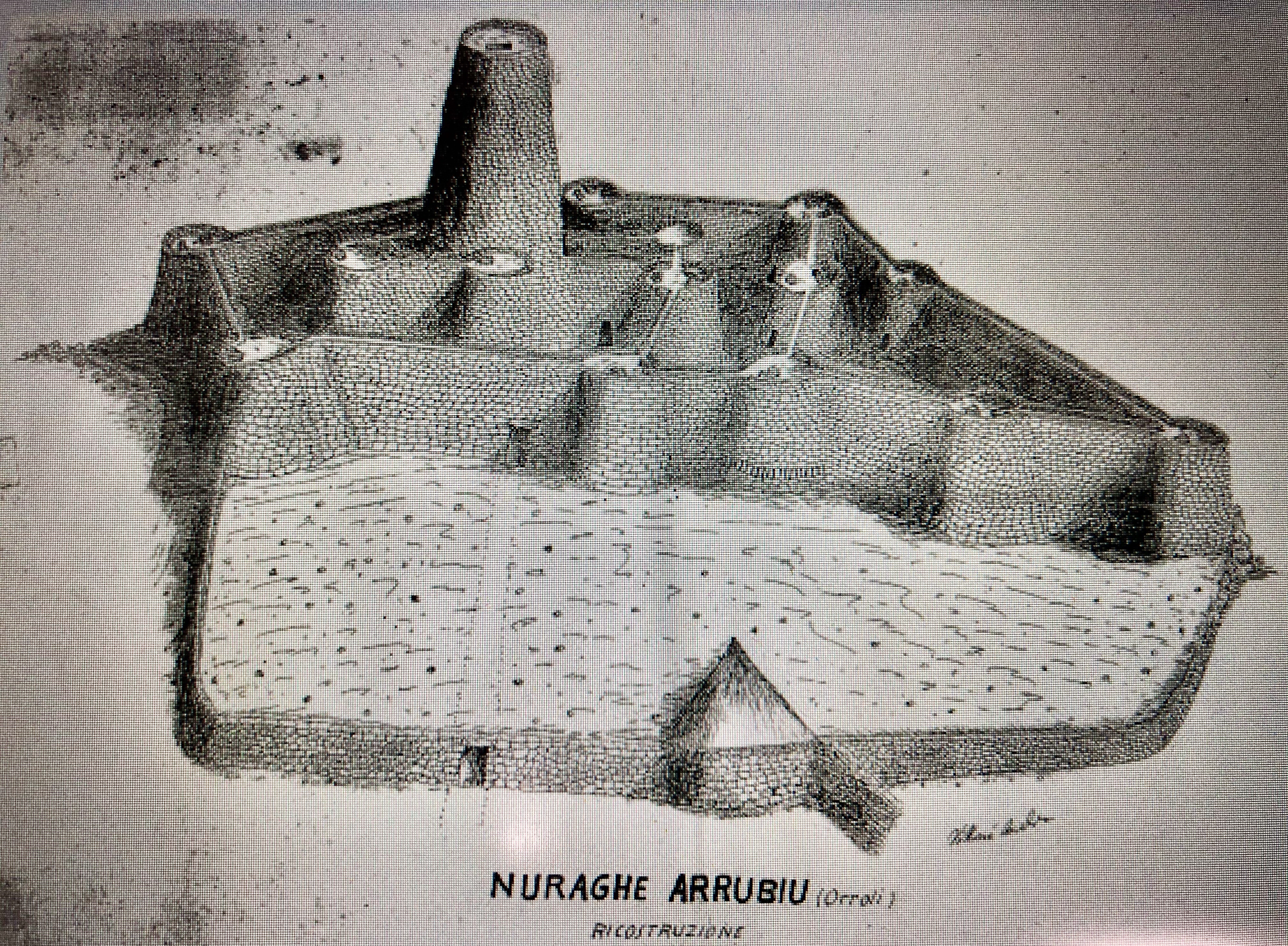
Reconstrucció del Nurag Arrubiu per Vittorio Anedda

El conjunt nuràgic data del 1500 abans de la nostra era. Se sap per restes de ceràmica micènica en l'estrat inferior del pati i de la torre central. Es va ensorrar al IX ae per motius encara per determinar, i el lloc va romandre deshabitat fins a l'any 100 ae, amb l'arribada dels romans. Des de llavors es reutilitzà fins al segle V. És un dels pocs nurags que segueix un projecte constructiu, i és un dels nurags més grans. Consta d'una gran torre central envoltada per altres cinc torres, i les encercla una muralla interior, i set torres més que configuren una altra muralla externa, que tanca uns patis a l'entorn del baluard. També hi ha un segon llenç de muralla exterior amb cinc torres, i una tercera muralla amb altres tres torres, no comunicades amb les altres. El nombre total de torres, doncs, és de vint-i-una. El nurag cobria una superfície superior a 5.000 m².

### Estructura

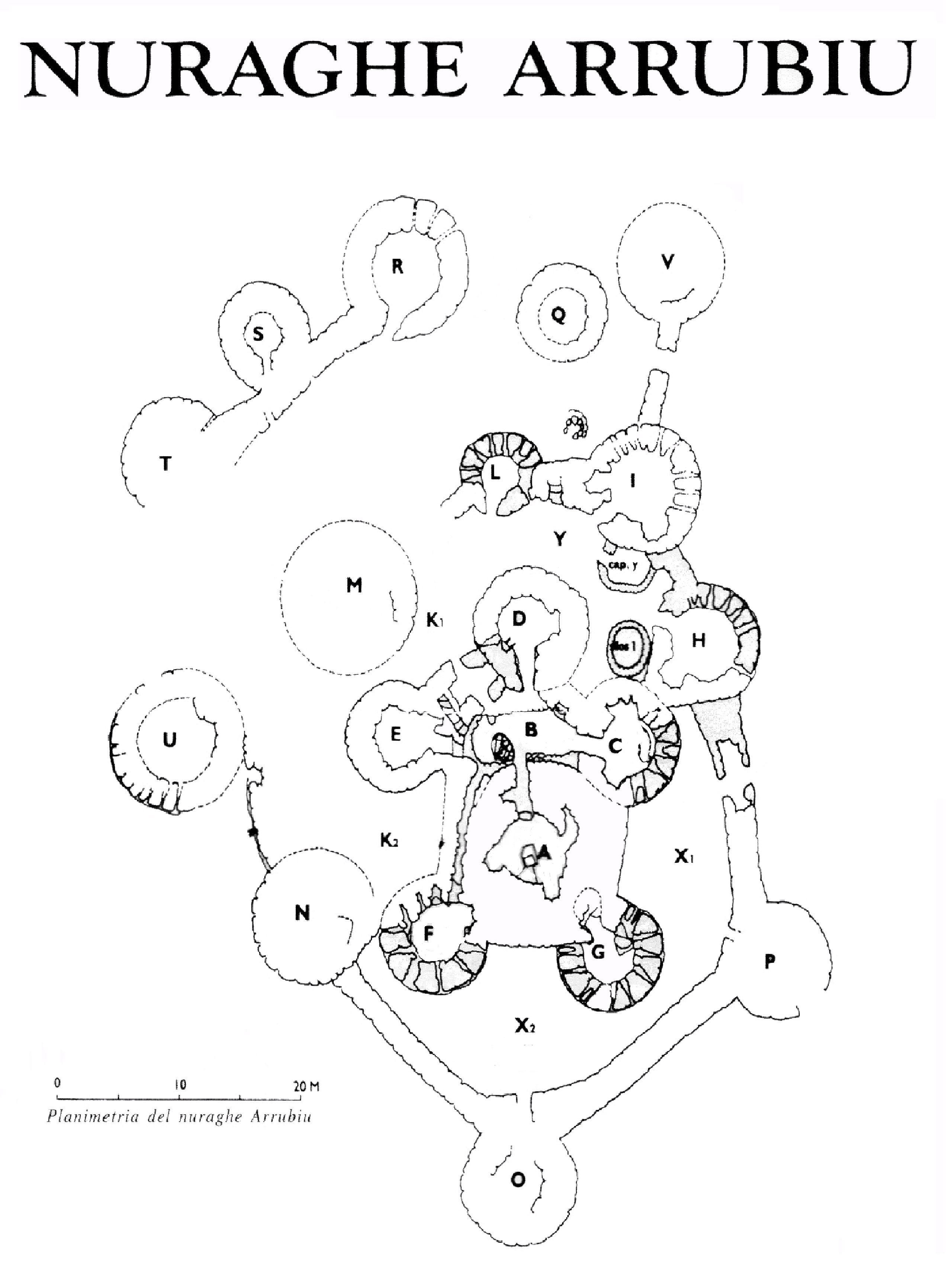
Plànol del Nurag Arrubiu

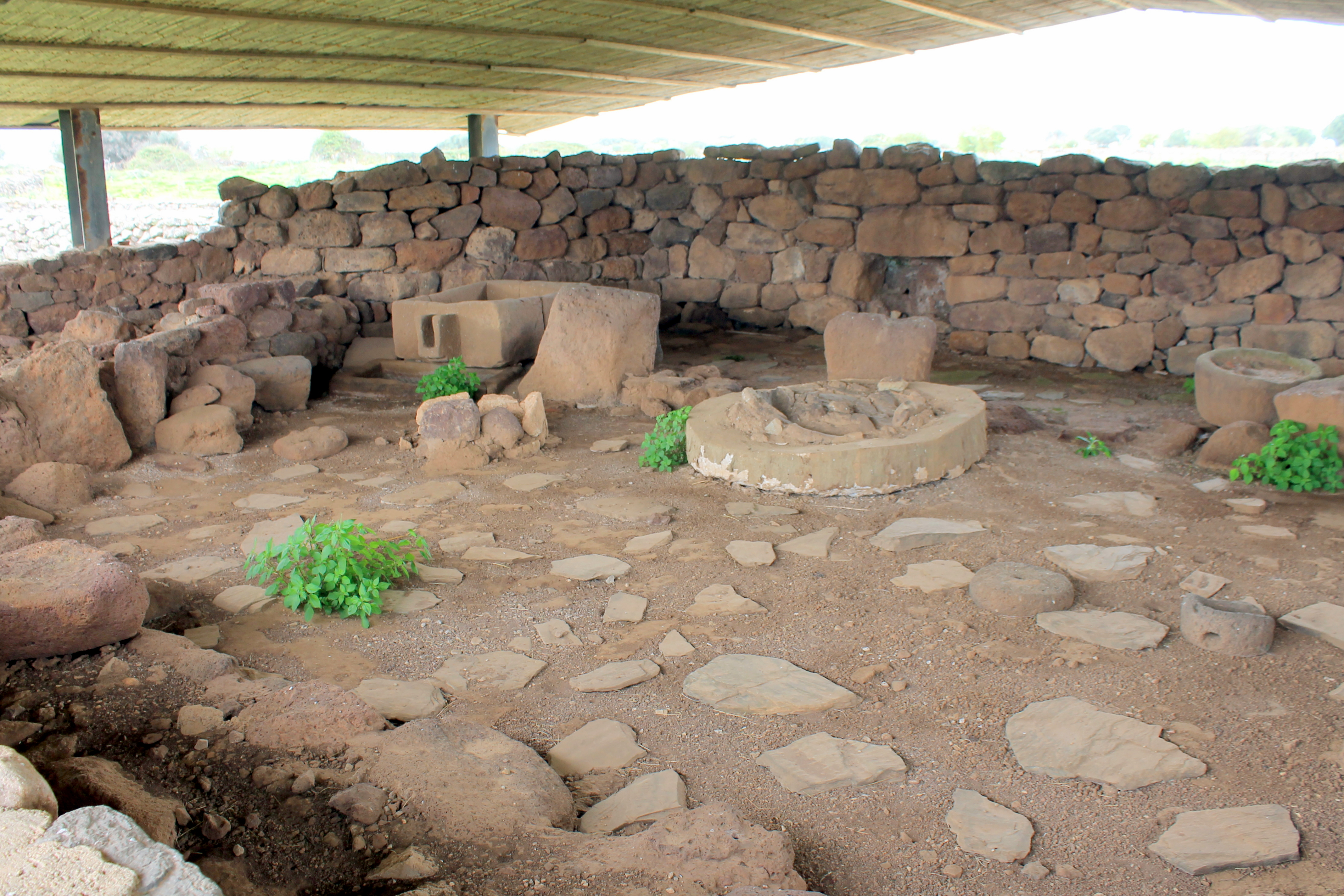
Almàsseres del nurag restaurades a l'entrada del recinte arqueològic

Durant les excavacions es trobà un complex sistema de drenatge i canalització d'aigua. Alguns espais importants del nurag són les dues almàsseres, els patis i algunes torres.

#### Almàsseres
Aquestes dues almàsseres per al vi són en dos punts diferents. La primera, d'època romana, és entre les torres D i E (vegeu-ne el plànol), té planta quadrangular irregular i es destinava a una activitat agrícola practicada per una comunitat romanitzada que transformà algunes parts del nurag en una mena de vil·la rústica. La segona almàssera és al pati central B: és també d'època romana i per a activitats agrícoles. Un altre element que tenen en comú són dipòsits superposats de gres, utilitzats per a premsar el raïm i recollir el most. Les dues almàsseres es desmuntats del lloc original i es muntaren sota sostre, a l'entrada del recinte arqueològic, per a permetre prosseguir l'excavació.

#### Pati X
És el pati més gran del nurag, des del qual es poden veure tres torres del bastió pentalobulat. Els estudis arqueològics han permés ressaltar les bases de les torres construïdes segons la tècnica megalítica: superposant pedres molt grosses i emplenant els espais buits amb pedres més menudes. En aquesta zona es troba la torre central (torre A): arribava a una alçada d'entre 25 i 30 m, i és la més alta coneguda fins ara: segons els càlculs realitzats considerant el volum del material petri (ja que aquesta torre va caure quasi tota al pati intern, i el va segellar) i l'angle de la part encara existent, el programari utilitzat li donava una altura de 27 m. La torre G, en canvi, sembla ser l'única que no es comunica amb el pati, mentre que la torre F, al final del pati, presenta una gran obertura no originària: la pedra obliqua està trencada i manca d'un bloc que li servia de sustentació; es creu que aquesta modificació es feu en època romana.

#### Pati K1
En aquest lloc era una almàssera per al vi, i la Cabana de Reunions: la cabana més gran d'època nuràgica: a dins hi ha un banc corregut pel perímetre intern. Al centre hi ha la base d'una llar. Fou reutilitzat fins a època romana i vàndala.

#### Pati B
És el pati central, on hi ha una canalització d'aigua de pluja dins d'un aljub encara visible. Amb aquest pati es connecten quatre torres (C, D, E, F) més la central A.

#### Torre A

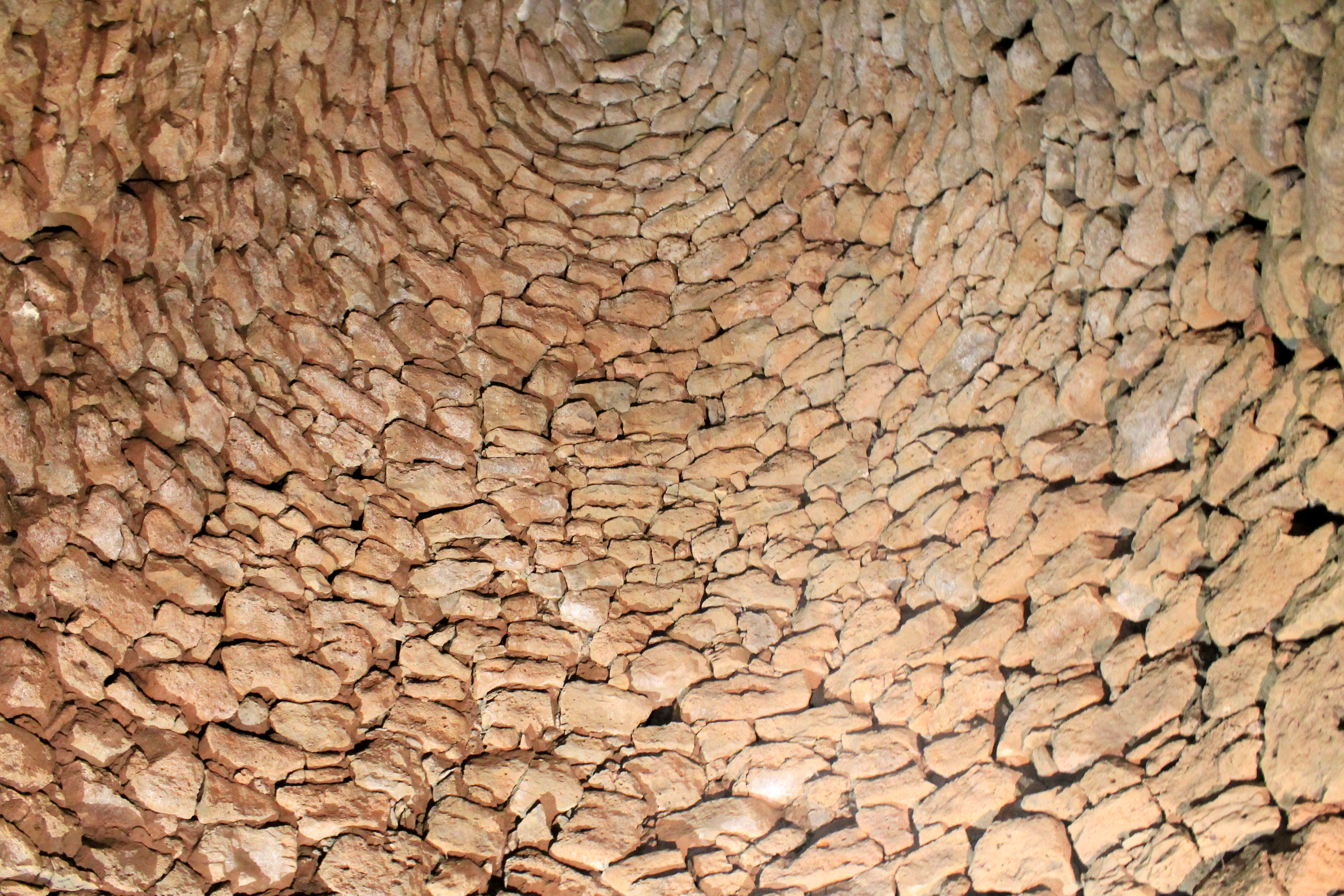
Falsa cúpula de la torre A

Tenia tres pisos, dels quals hui només queda un. A dins hi ha el tolos, una coberta de falsa cúpula feta amb un estrenyiment progressiu del cercle de cada filera de pedres. L'alçada de l'interior és d'uns onze metres. Al centre hi ha una llar on es va trobar un atuell votiu amb orificis en la base per a l'eixida del líquid contingut. L'atuell que hi ha hui al jaciment (vegeu-ne galeria d'imatges, més a baix) n'és una còpia.

#### Torre C
Anomenada pels arqueòlegs la Torre de les dones, s'hi trobaren objectes com ara fusos per a filar llana, agulles i punyals d'os, pedres de molí per a cereals. Originàriament aquesta torre també tenia un sostre de tolos.

## Excavacions
El jaciment arqueològic ha estat excavat des del 1981, i se n'ha pogut veure la complexitat estructural.
Per a una presentació general del monument i de l'estat dels coneixements fins a mitjan segle XX, cal fer referència a Vittorio Anedda (1876-1959), el primer estudiós i descobridor del «Gegant Roig»: en les primeres dècades del segle xx feu una precisa descripció del nurag, publicada en el Giornale d'Itàlia del 9 d'agost del 1922 amb el títol «Des de Sardenya. Un nou nurag gegantesc». La descripció d'Anedda, que inclou estudis i plànols del monument, és la primera que es va realitzar, i precedí en més de trenta anys els articles científics dedicats al jaciment.
Les excavacions se'n van reprendre el 2012 amb caràcter anual i apliquen mètodes estratigràfics per fer-ne reconstruccions paleoambientals detallades. Es creu que un gran percentatge del nurag queda per excavar.

## Altres estructures
Als voltants del nurag hi ha unes cabanes i una tomba dels gegants, anomenada Tomba de l'Espasa.

## Galeria d'imatges

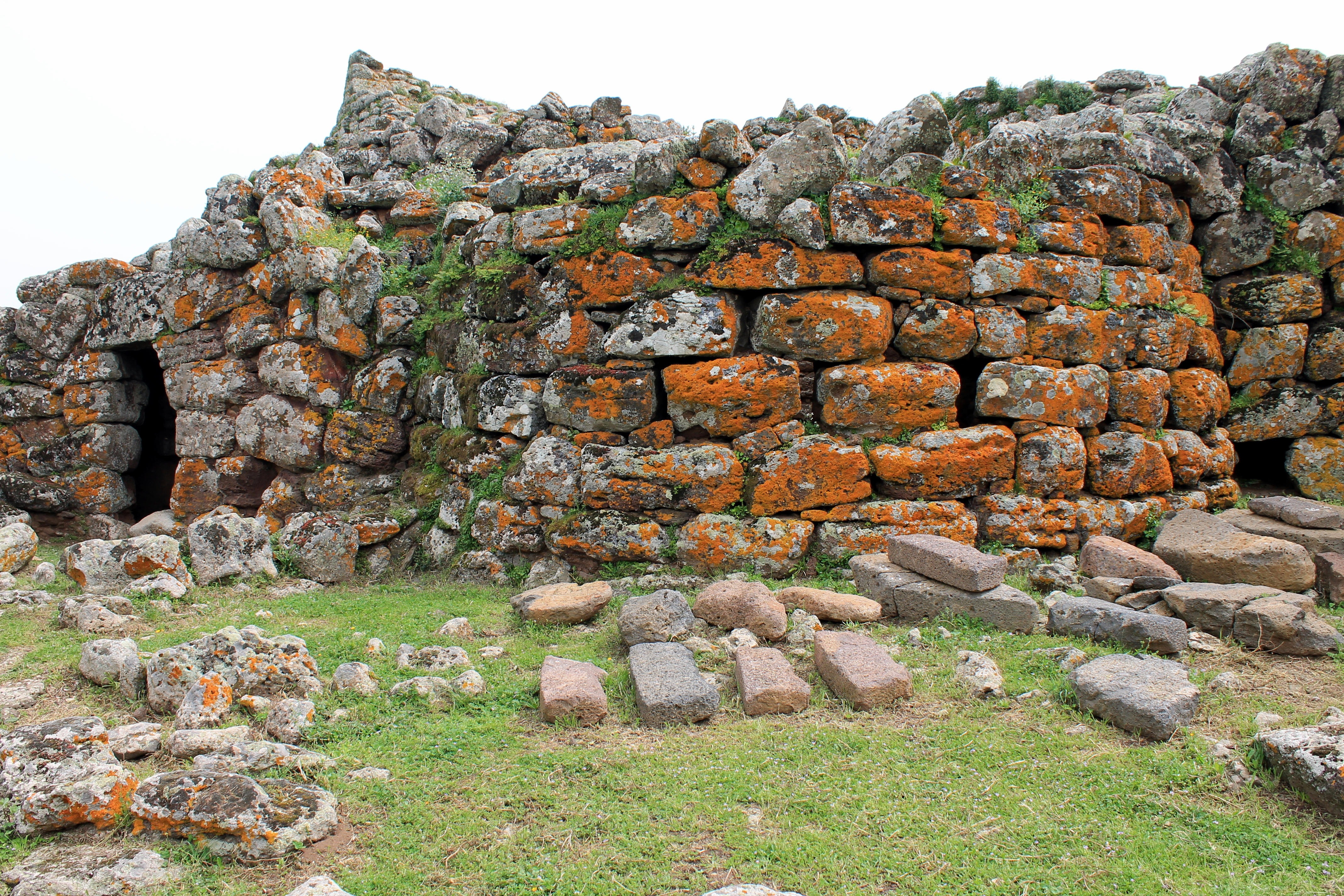
Blocs basàltics recoberts de líquens
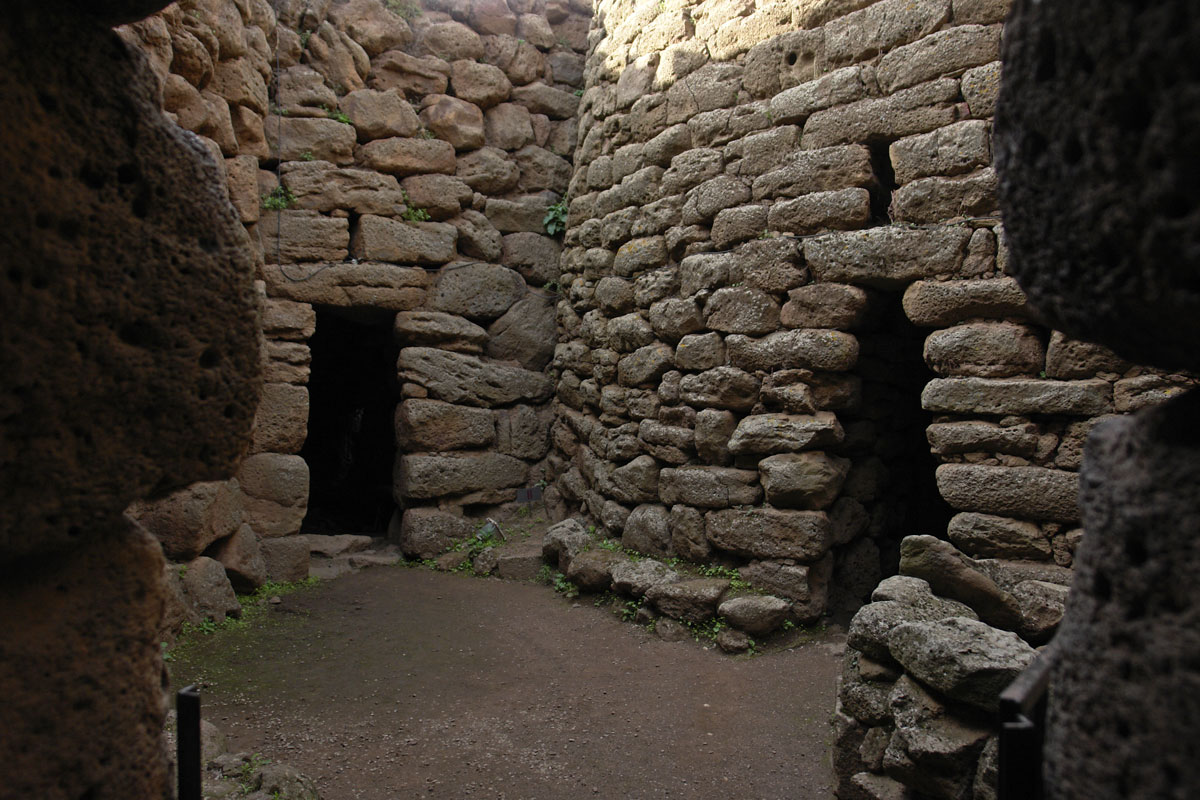
Interior
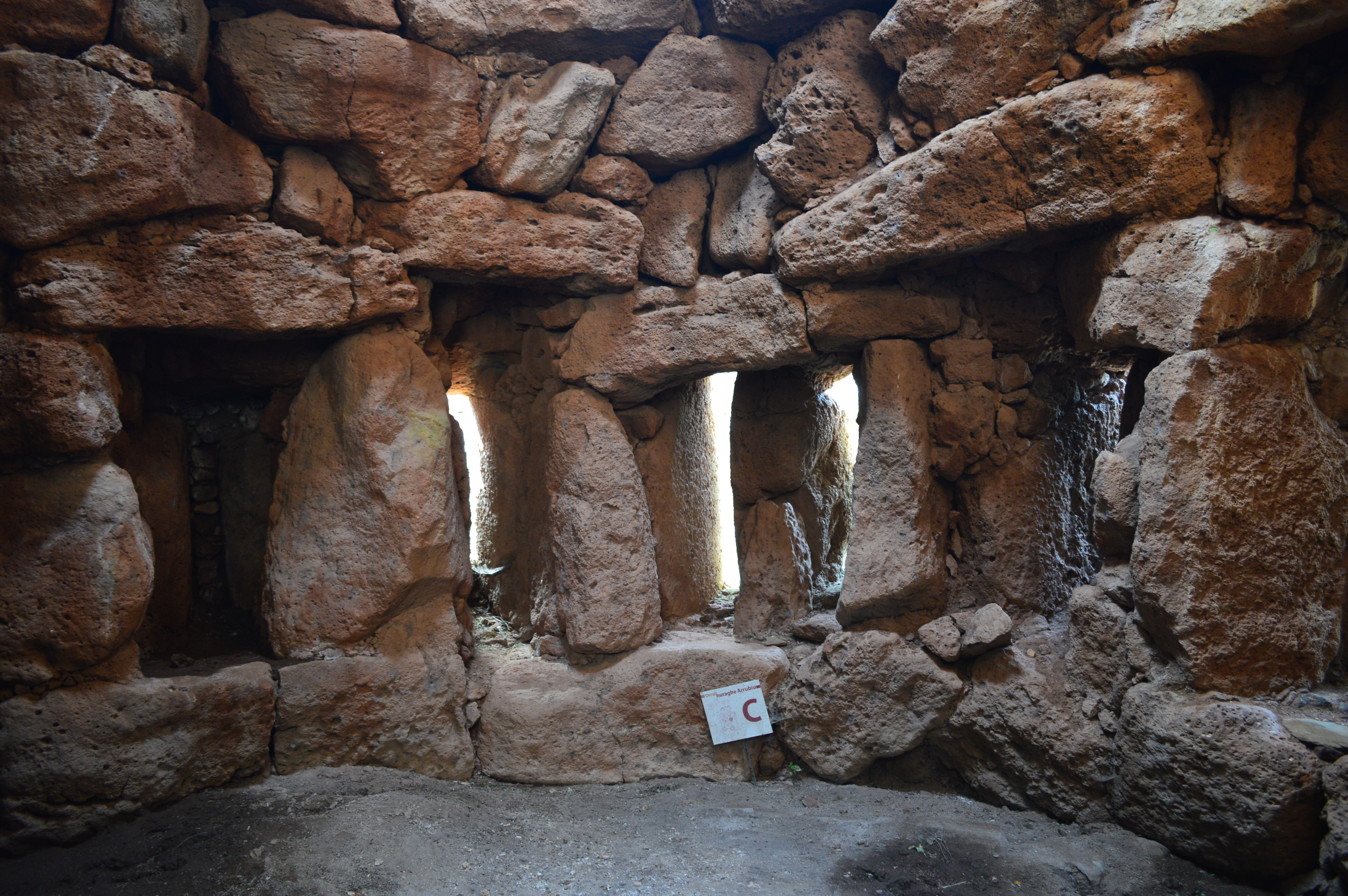
Torre C
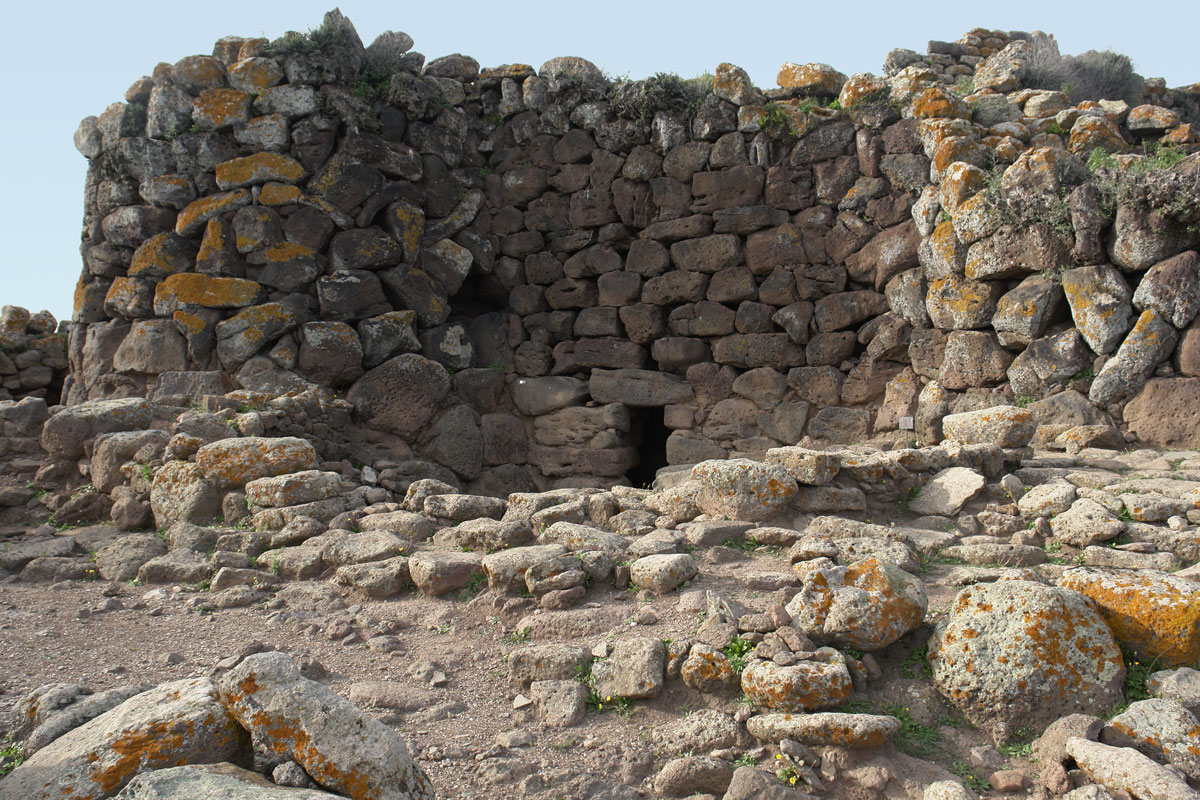
Nurag Arrubiu
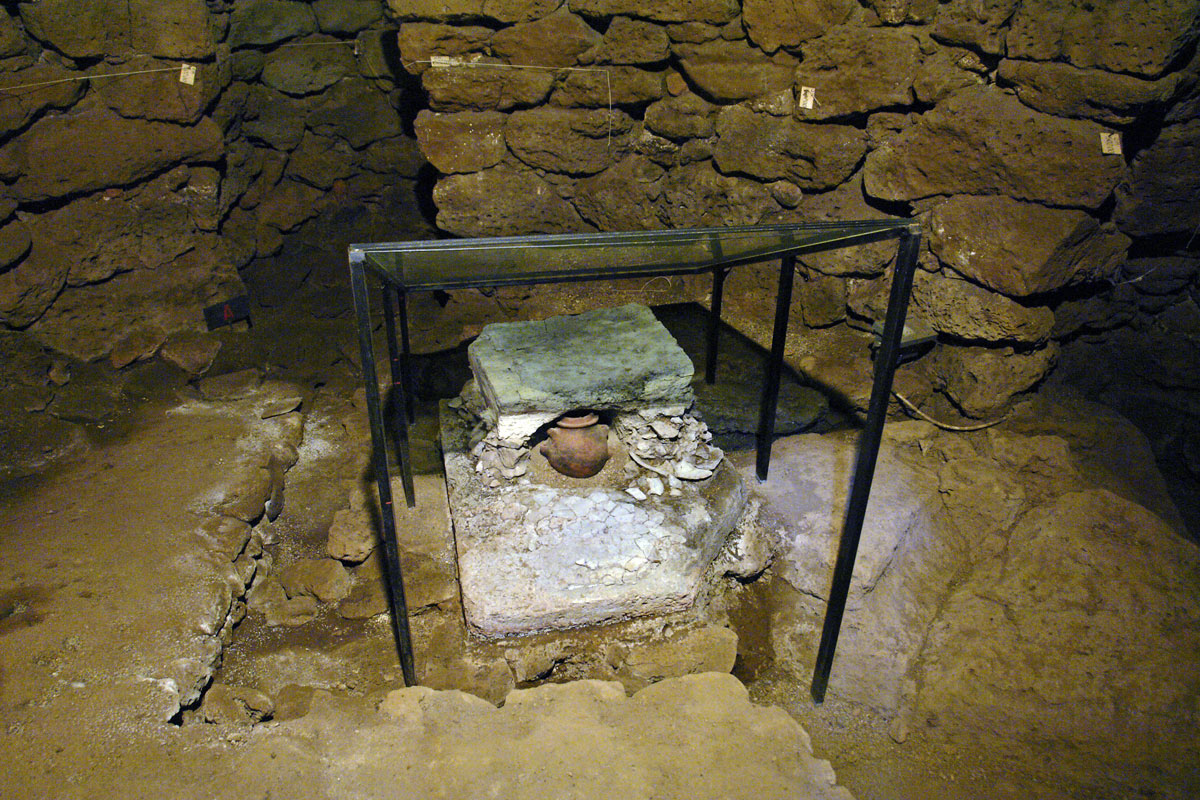
Nurag Arrubiu
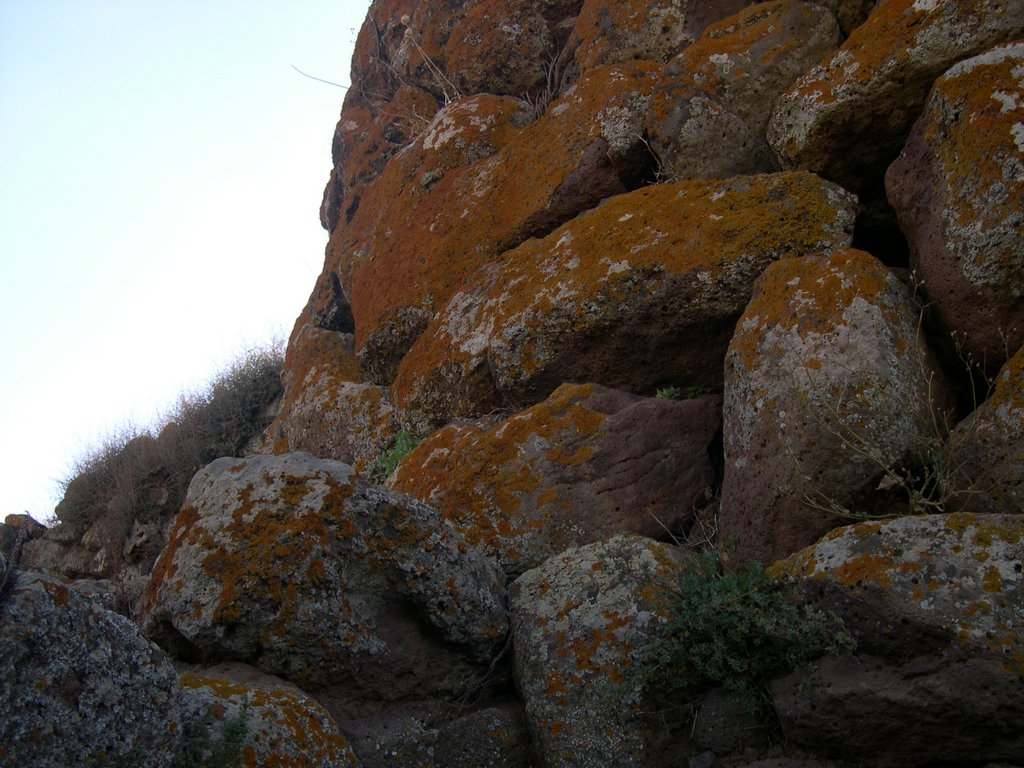
Detalls dels líquens
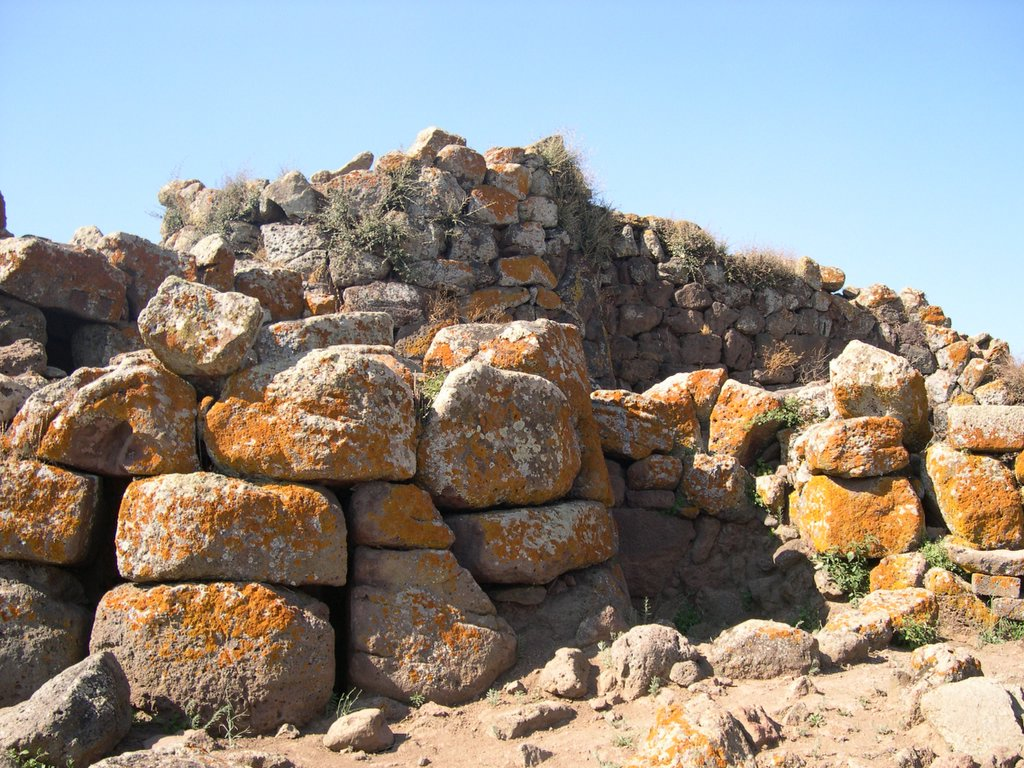
Detall de la torre